# José Solís Ruiz
José Solís Ruiz (Cabra, 27 de septiembre de 1913-Madrid, 30 de mayo de 1990) fue un político español, conocido por su papel durante la dictadura de Francisco Franco, en la cual llegó a ocupar importantes puestos tanto en el seno de la administración como en el partido único del régimen.
Miembro del Cuerpo Jurídico Militar, durante el régimen franquista llegó a ser gobernador civil de varias provincias, delegado nacional de Sindicatos y Ministro-secretario general del Movimiento. En calidad de tal, tuvo un papel destacado en las políticas del régimen durante la etapa desarrollista. Entre las medidas adoptadas estuvo la promulgación de la Ley de Principios del Movimiento Nacional, una de las Leyes fundamentales del Régimen. Persona jovial y de palabra fácil, pronto se convirtió en una de las figuras más populares de la dictadura. Se le conoció coloquialmente como «la sonrisa del régimen».

## Biografía

### Juventud y formación
Nació el 27 de septiembre de 1913 en la localidad cordobesa de Cabra, en el seno de una familia de pequeños propietarios del agro andaluz. Era hijo de Felipe Solís Villechenous —alcalde de Cabra durante la dictadura de Primo de Rivera— y de Eduarda Ruiz Luna. Realizó estudios de derecho en las universidades de Deusto y Valladolid.
«Camisa vieja» de Falange, llegó a tomar parte en la Guerra Civil en apoyo del bando sublevado. Durante el conflicto alcanzaría el grado de alférez provisional. Al terminar la contienda ingresó por oposición en la Secretaría Técnica Sindical, donde ocupó la plaza de secretario de la sección sindical central del Sindicato Nacional del Metal. Formó parte del Cuerpo Jurídico Militar, al cual ingresó mediante oposición. En calidad de tal en 1941 actuó como fiscal en el juicio contra un grupo de anarquistas miembros del maquis, a los que Solís acusó de sabotaje y de querer restaurar la República; finalmente serían condenados a muerte y ejecutados. En 1944 se incorporó como secretario a la Vicesecretaría general de Ordenación Social, organismo de Falange encargado de las cuestiones sindicales, entre otras. A pesar de que técnicamente era un falangista «camisa vieja», Solís hizo buena parte de su carrera profesional como oficial jurídico del Ejército y como burócrata de la administración sindical, por lo que tuvo poco contacto con el movimiento falangista original.

### Rol en los Sindicatos
En 1946 fue designado procurador de las Cortes franquistas, posición que mantuvo durante casi todo el periodo de la dictadura, hasta diciembre de 1975. Durante ese año, 1946, desde su cargo en la Vicesecretaría general de Ordenación Social organizó las primeras elecciones sindicales y también el primer Congreso Nacional de Trabajadores. Más adelante ejerció como gobernador civil de las provincias de Pontevedra y Guipúzcoa.

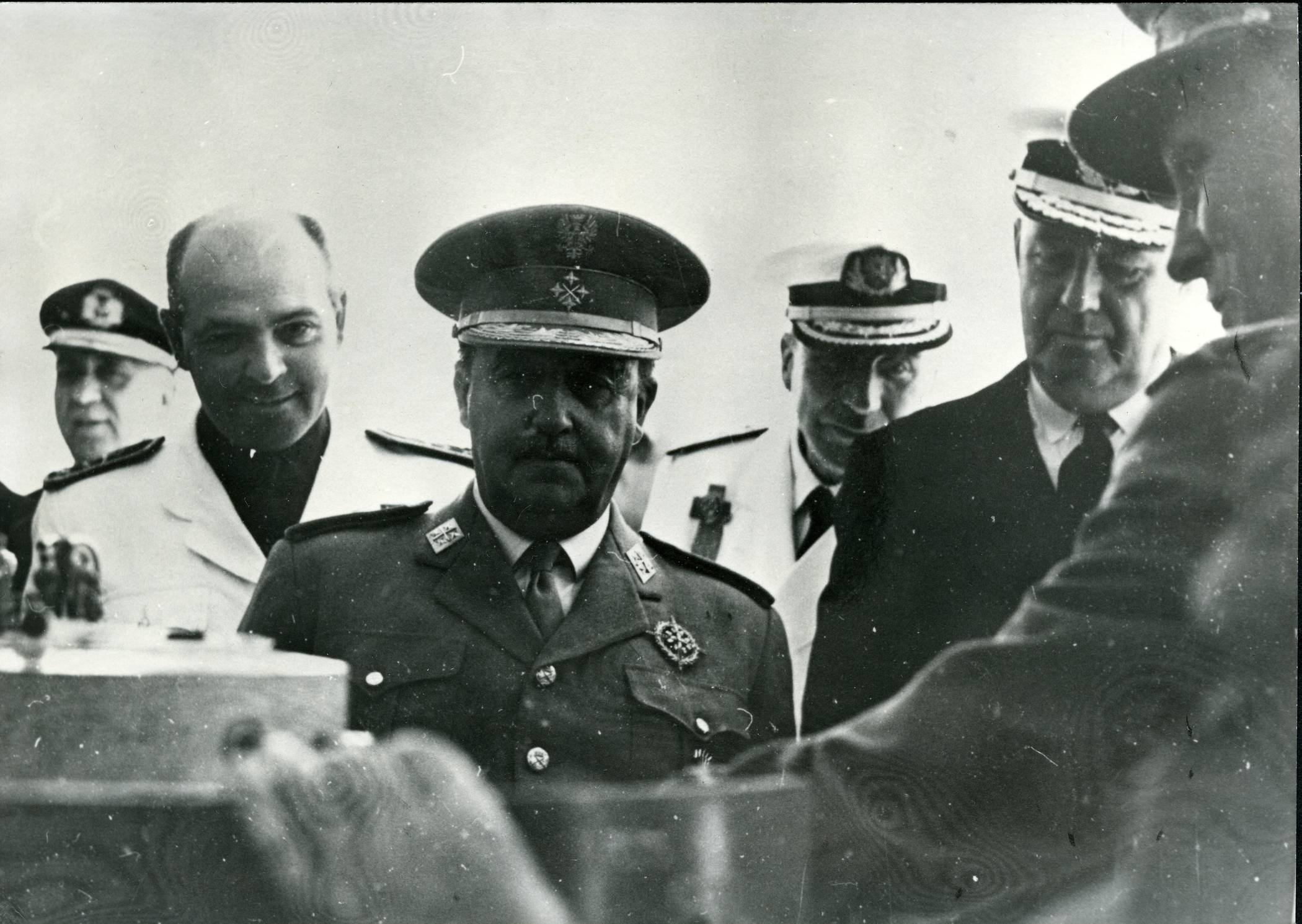
Solís junto a Franco, en 1950.

En 1951 fue nombrado delegado nacional de Sindicatos, en sustitución de Fermín Sanz-Orrio, que había sido cesado tras la Huelga de tranvías de Barcelona de ese mismo año. Persona jovial, de talante amable y palabra fácil, Solís pronto se convirtió en uno de los jerarcas más populares del régimen —llegaría a ser conocido como la «sonrisa del régimen»—. Durante los siguientes años mantuvo una gran presencia pública y en la vida política española. En este sentido, hay que tener en cuenta que su etapa como delegado nacional de Sindicatos coincidió también con la bonanza económica española de la década de 1960. Los Sindicatos verticales alcanzaron su máxima proyección durante la etapa de Solís, contribuyendo este a expandirlos y modernizarlos. La Obra sindical «Educación y Descanso» (EyD) se convirtió en uno de los instrumentos más populares de los Sindicatos entre la clase trabajadora, debido a su red de instalaciones recreativas o a sus actividades culturales.
Ante el ascenso de los «tecnócratas» en el seno del gobierno y la administración, los falangistas se «atrincheraron» en la Organización Sindical, promoviendo una especie de «apertura» de la organización hacia los trabajadores que la convirtiera en un grupo de presión en el seno del franquismo. Por ejemplo, desde 1954 dejó de ser necesario el poseer un carnet de FET y de las JONS para poder participar en las elecciones sindicales, e incluso desde el aparato franquista hubo un intento de atraer hacia su seno a antiguos líderes anarcosindicalistas. Mediante esta apertura Solís también buscaba obtener la aprobación de la Organización Internacional del Trabajo (OIT). Este proceso culminó con las elecciones sindicales de «enlaces» y de «vocales jurados» de 1966, que gozaron de una relativa libertad. Pero estos comicios no reforzaron las posiciones falangistas, sino todo lo contrario, ya que sirvieron para que la oposición de izquierda copara muchos de los puestos elegidos por medio del movimiento clandestino de  «Comisiones Obreras». Para 1967-1968 el experimento aperturista se podía dar por terminado, y de hecho Solís no tuvo inconvenientes en apoyar la represión de las comisiones obreras durante el período de estado de excepción decretado en 1968.

### Ministro-secretario general del Movimiento
En febrero de 1957 fue nombrado ministro secretario general del Movimiento, cargo que compatibilizaría con el de delegado nacional de sindicatos durante más de una década. Conocido por ser el miembro menos dogmático del sector falangista, Solís acometió la tarea de modernizar el Movimiento. En el seno del partido contó con la estrecha colaboración de Fernando Herrero Tejedor, que fue vicesecretario general del Movimiento durante la década de 1960. Su nombramiento como jefe de FET y de las JONS se produjo poco después de la llamada «crisis de febrero de 1956». Solís se encontró con un partido anquilosado en el pasado, víctima de la separación que existía entre la generación que hizo la Guerra civil y las generaciones más jóvenes. En poco tiempo sacó adelante el proyecto de Ley de Principios del Movimiento Nacional, que buscaba dotar de una base legal al partido único del régimen y que acabaría siendo aprobado en 1958. Sin embargo, algunos historiadores han considerado que esta ley en realidad supuso el principio del fin para FET y las JONS como partido, diluyendo a la Falange dentro del Movimiento.

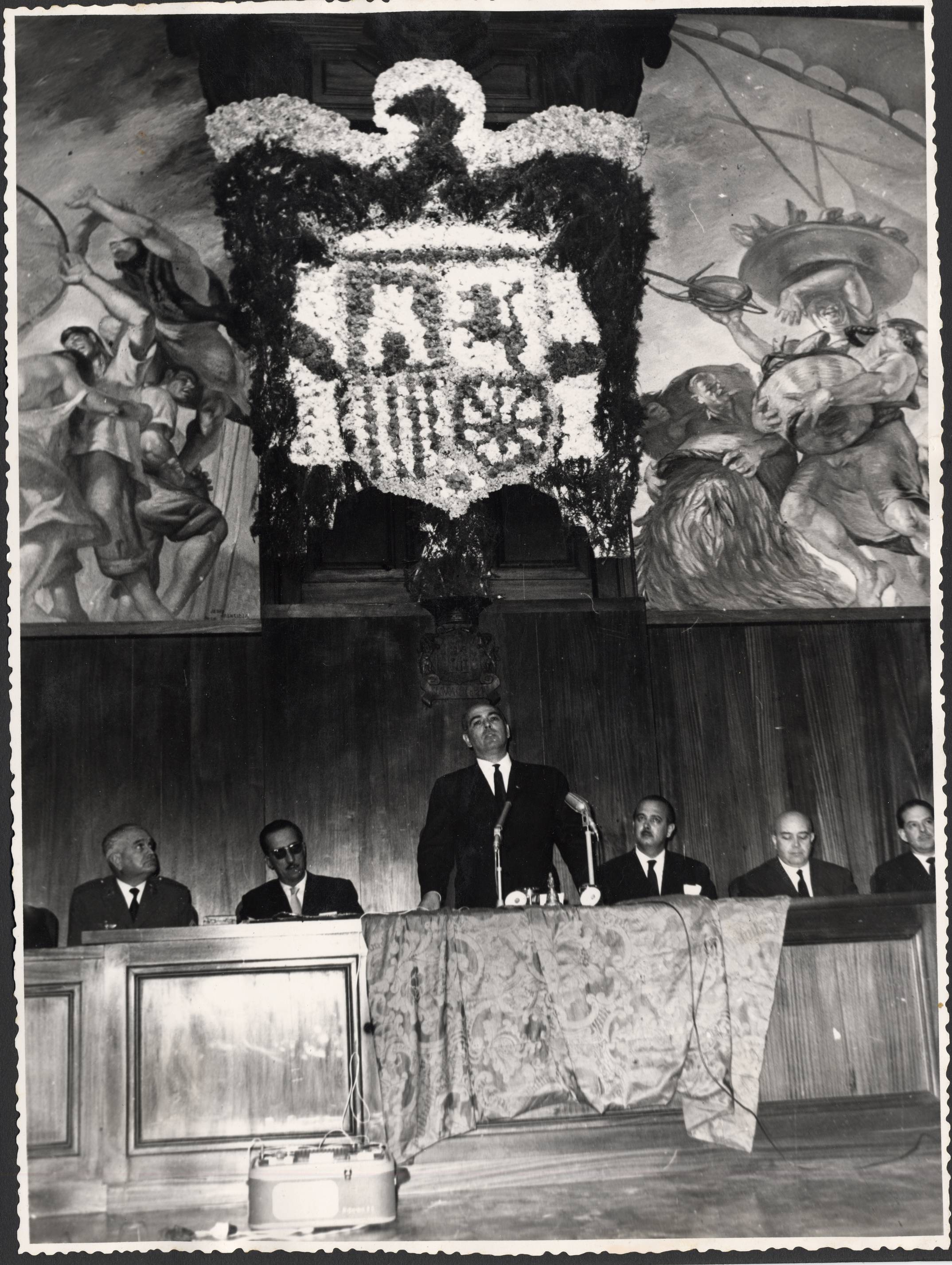
Solís, como ministro-secretario general del Movimiento, pronunciando un discurso en 1962 con motivo del cincuentenario del Cabildo de Gran Canaria, con un gran escudo franquista al fondo.

Solís trató de articular un proyecto falangista de régimen alternativo al de los tecnócratas del Opus Dei. Dicho proyecto, que ya había aplicado parcialmente en los Sindicatos Verticales mediante una cierta apertura interna, se complementaba con la creación de «asociaciones» dentro del Movimiento, para dotar al régimen franquista de un cierto nivel de «participación» popular en el llamado contraste de pareceres. Para octubre de 1958 Solís ya había creado la Delegación Nacional de Asociaciones con la misión de «ensanchar las bases de adhesión al Movimiento a grupos colectivos», y a cuyo frente había nombrado a Manuel Fraga Iribarne. Para el ministro-secretario general del Movimiento resultaba indispensable que las instituciones del régimen franquista se adaptasen a los cambios sociales que estaban produciéndose en España, potenciando para ello un «desarrollo político» que complementara al desarrollismo económico. Sin embargo, su proyecto de Ley de Asociaciones —que ya estaba elaborado a finales de 1964— fue aparcado por la oposición inmovilista de los tecnócratas del Opus Dei, del subsecretario de presidencia Luis Carrero Blanco y también del propio general Franco, ante el temor de que las «asociaciones» pudieran ser la vía para la reaparición de los partidos políticos. Solís siguió batallando en este sentido, y a mediados de 1969 promovió un Anteproyecto de Bases del Derecho de Asociación, aunque Franco nuevamente tampoco quiso promulgarlo.
El gran poder que Solís concentraba en sus manos —partido único, sindicatos, prensa y radio del Movimiento— le hizo ganarse los recelos de muchos jerarcas del régimen. Su labor en estos años al frente del partido único no estuvo exenta de críticas por parte de los sectores más extremistas del franquismo, que acusaron a Solís de mantener a la Falange en un estado de «total abandono». También fue muy criticado por su gestión de la Prensa del Movimiento, el conjunto de periódicos y publicaciones controladas por el régimen. El «camisa vieja» José Antonio Girón de Velasco llegó a decir que Solís usó al diario Pueblo, que en teoría era el periódico de los Sindicatos verticales, como un órgano de comunicación a su servicio personal. Sin embargo, el principal enemigo de Solís entre la jerarquía franquista era el vicepresidente Carrero Blanco.
En 1962 Solís Ruiz fue el encargado de ir a Asturias a negociar con los mineros las condiciones para el fin de la huelga minera que se había iniciado en la primavera de ese mismo año. Durante la segunda mitad de la década de 1960 Solís luchó por ampliar las competencias políticas y económicas de la Organización Sindical, intentando también promover la ampliación de derechos entre los asalariados dentro de las empresas —no así dentro de los sindicatos—, una idea que contaba con el rechazo visceral de empresarios y algunos sectores del gobierno (y particularmente con Carrero Blanco). La cuestión sucesoria de Franco fue otro caballo de batalla. Al nombramiento de Juan Carlos de Borbón como su sucesor se oponía un sector del falangismo contrario a la dinastía de los Borbones que prefería que el dictador nombrara como su sucesor a un regente sin plazo de finalización. Estos regencialistas, encabezados por José Solís, pretendían así dilatar la vuelta de la monarquía, pero no lograron su objetivo.
En octubre de 1969 fue destituido fulminantemente de sus cargos. Su caída se produjo en el contexto del escándalo «MATESA». En un movimiento que buscaba desacreditar a los tecnócratas del Opus Dei, la prensa del Movimiento (contando con el apoyo de los ministros Manuel Fraga y José Solís) hizo público un caso de corrupción que afectaba a un empresario relacionado con la institución católica. Tras el estallido del escándalo hubo un cambio general de gobierno; paradójicamente Solís y Fraga estuvieron entre los ministros cesados. El Opus Dei acabó saliendo reforzado al aceptar Franco las demandas de Carrero Blanco en favor de un «gobierno unido y sin desgaste»,  que llevó a la formación del llamado «gobierno monocolor». Según Bartolomé Bennassar, a Solís le cogió por sorpresa su destitución dado que creía contar con garantías del propio Franco de que permanecería en el gabinete. Tras este suceso disminuyó la importancia de la Organización Sindical Española en el gobierno.

### Vuelta al gobierno
A partir de junio de 1975 ocupó de nuevo la Secretaría General del Movimiento en el último gobierno de Franco, con motivo de la muerte en accidente de su antecesor Fernando Herrero Tejedor. Sin embargo, para esta época Solís ya había dejado atrás sus anteriores propuestas aperturistas. Tuvo una participación destacada durante la Crisis del Sáhara, en octubre de 1975. Con Franco gravemente enfermo, el 21 de octubre Solís viajó a Marruecos para entrevistarse con el rey Hasán II, intentando buscar una salida negociada que evitara un conflicto directo entre ambos países. Finalmente se acabarían firmando los Acuerdos Tripartitos de Madrid (1975) por los que España abandonaba los territorios del Sahara español, que pasaban a ser ocupados por Marruecos y Mauritania.
Formó parte del primer gobierno posterior a la muerte de Franco en calidad de ministro de Trabajo, cargo que ocupó desde el 11 de diciembre de 1975 hasta el 7 de julio de 1976. Algún autor ha sugerido que este nombramiento tuvo parte de reconocimiento por su anterior participación en las negociaciones con Marruecos. Sin embargo, la situación laboral que se encontró Solís era muy complicada. Con los efectos de la crisis del petróleo de 1973, la economía española se resintió notablemente. Durante los primeros meses de 1976, en un contexto de fuerte inflación que llevó a dictarse un decreto de congelación de salarios, las fuerzas sindicales de la oposición emprendieron una importante campaña de movilizaciones y huelgas que llegaron a sumar un total 17 731 huelgas. En este contexto se produjeron los sucesos de Vitoria, durante los cuales varios obreros resultaron muertos por la represión policial. Abandonó su puesto tras el cese del gobierno Arias en julio de 1976. Desde entonces abandonó la vida política y se concentró en la actividad empresarial. Falleció en su domicilio particular de Madrid el 30 de mayo de 1990. Fue enterrado en el cementerio de su localidad natal.

## Vida privada
Contrajo matrimonio con Ana María Rodríguez Sedano-Bosch, con la que tuvo catorce hijos.
Amigo del coronel Enrique Herrera Marín —agregado militar de España en Buenos Aires—, Solís colaboró con este en las gestiones para el traslado a España del presidente argentino exiliado Juan Domingo Perón. En 1961 Perón finalmente se asentó en suelo español, contando con la asistencia del gobierno franquista.
Durante los años de la dictadura franquista Solís llegó a ser presidente del Comité Internacional para la Defensa de la Civilización Cristiana.

## «Más deporte y menos latín»
Durante los años del franquismo, José Solís hizo célebre la frase «más deporte y menos latín». El origen de la frase está en un discurso que pronunció en julio de 1975, en el que señaló que debían dedicarse más horas al deporte en las escuelas aunque «fuera a costa de dar menos latín». En relación con ella, se atribuye al catedrático universitario Adolfo Muñoz Alonso una respuesta que habría dado a Solís ante la pregunta de para qué servía la enseñanza de una lengua muerta: «Por de pronto, señor ministro, para que a su Señoría, que ha nacido en Cabra, le llamen egabrense y no otra cosa».

## Obras
- —— (1955). Nuestro sindicalismo. Madrid.[59]
- —— (1959). Nueva convivencia española. Madrid.[59]
- —— (1961). José Antonio: actualidad de su doctrina.[59]
- —— (1963). La gran realidad de nuestro fuero del trabajo. Madrid.
- —— (1975). España. Su Monarquía y su futuro. Barcelona.[59]

## Reconocimientos
- Gran Cruz de la Orden de Cisneros (1953)[60]
- Gran Cruz de la Orden Civil de Alfonso X el Sabio (1956)[61]
- Gran Cruz de la Orden del Mérito Militar (1959)[62]
- Gran Cruz de la Orden Imperial del Yugo y las Flechas (1961)[63]
- Gran Cruz (con distintivo blanco) del Mérito Naval (1962)[64]
- Gran Cruz de la Orden de Isabel la Católica (1962)[65]
- Gran Cruz de la Orden Civil del Mérito Agrícola (1962)[66]
- Gran Cruz de la Orden de San Raimundo de Peñafort (1963)[67]
- Gran Cruz (con distintivo blanco) de la Orden del Mérito Aeronáutico (1967)[68]
- Gran Cruz de la Orden de Carlos III (1969)[69]
- Gran Cruz de la Orden de San Hermenegildo (1975)[70]
- Collar de la Orden de Isabel la Católica (1976)[71]

La Medalla de Oro al Mérito en el Trabajo, otorgada originalmente en 1947, le fue retirada el 27 de octubre de 2022.
En su localidad natal existen una plaza y una céntrica avenida que llevan su nombre. También hay un monumento en su honor en un parque municipal. En la ciudad de Jaén, siguiendo indicaciones de la ley de Memoria Histórica, la plaza que se le había dedicado en el Barrio de Peñamefécit, pasó a llamarse Plaza de la Igualdad a partir del año 2003.